# NFL-säsongen 2002
NFL-säsongen 2002 var den 83e säsongen i National Football League.
Ligan återgick till ett jämnt antal lag med tillägget av Houston Texans, ligan har sedan dess förblivit statisk med 32 lag. Klubbarna blev omorganiserade i åtta divisioner med fyra lag i varje. NFL-titeln vanns av Tampa Bay Buccaneers som  den 26 januari 2003 besegrade Oakland Raiders i Super Bowl XXXVII som spelades på Qualcomm Stadium i San Diego, Kalifornien.